# Lysithea (měsíc)
Lysithea (lye-sith'-ee-ə, IPA: /laɪsɪθiə/, nebo lə-sith'-ee-ə, /lɨsɪθiə/; řecky Λυσιθέα) je vzdálený nepravidelný přirozený satelit Jupiteru. Byl objeven v roce 1938 Sethem Barnesem Nicholsonem v observatoři Mount Wilson Observatory, pojmenován byl podle mytologické postavy Lysithea.

## Původ jména
Tento satelit získal své současné jméno až v roce 1975, předtím byl znám jako Jupiter X. V letech 1955 až 1975 byl občas nazýván Demeter.

## Orbit a skupina
Patří do rodiny Himalia, což je skupina pěti měsíců obíhajících ve vzdálenosti 11 720 000 km od Jupiteru s inklinací přibližně 28,3°. Charakteristiky oběžných drah se však neustále mění v závislosti na slunečních a planetárních poruchách.